# Franciszek Reinstein

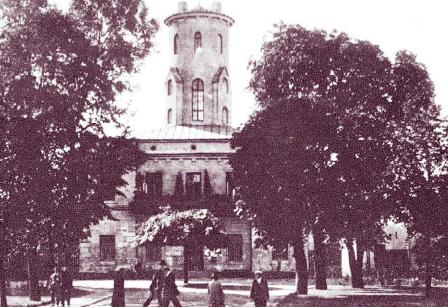
Franciszek Reinstein, ratusz w Częstochowie

Franciszek Ignacy Reinstein (ur. 3 czerwca 1792 w Sulzheim, zm. 23 maja 1853 w Kaliszu) – polski architekt i grafik niemieckiego pochodzenia, przedstawiciel klasycyzmu. 

## Ważniejsze projekty
- pałac Komisji Wojewódzkiej Kaliskiej (1823–1824)
- fabryka Beniamina Repphana w Kaliszu (1824–1825, 1827)
- rogatka wrocławska w Kaliszu (1827–1828)
- most Kamienny w Kaliszu (1825–1826)
- pałac Puchalskich w Kaliszu (1828–1831)
- ratusz w Częstochowie (1828–1836)
- pałac Weissów w Kaliszu (1832–1833)

Franciszek Reinstein został pochowany na Cmentarzu Miejskim w Kaliszu.